# 인플루엔자바이러스 A형
인플루엔자바이러스 A형(Influenzavirus A)은 오르토믹소바이러스과를 이루는 속(屬)의 하나이다. 이 속으로 분류되는 바이러스는 A형 인플루엔자 바이러스(Influenza A virus) 하나뿐이다. 포유류와 조류를 숙주로 삼으며, 대부분의 경우 비병원성이지만 일부 아종의 경우 숙주에게 인플루엔자를 일으킨다. 인플루엔자바이러스 A형은 보통 큰 병으로 확산되지 않는데, 특정 변이가 닭이나 오리 등의 가정 가금류와 인간에게 심각한 질병을 가져오는 경우가 있다. 때때로 바이러스는 야생 수생 조류에서 가금류로 전염되고, 이는 인플루엔자 전염병을 일으킬 수 있다. 이들은 유전물질로 단일가닥, 분절형의 RNA를 가지고 있다.

## 아종
인플루엔자바이러스 A형에 속하는 바이러스는 외피에 있는 당단백질인 헤마글루티닌(H)과 뉴라미니다아제(N)의 구조에 따라 다양한 혈청형(serotype)으로 분류된다. 특정 항체에 대한 반응 여부에 따라 헤마글루티닌은 H1 ~ H18으로 분류하며, 뉴라미니다아제는 N1 ~ N11로 분류한다.아종명을 표기할 때에는 H1N1과 같은 형태로 표기한다. 인간에게 인플루엔자를 일으키는 바이러스의 아종으로는 주로 H1, H2, H3과 N1, N2와의 조합으로 이루어진 것이 많다. 예를 들어 H17N10은 2012년 과일 박쥐에서 분리되었다. H18N11은 2013년 페루 박쥐에서 발견되었다.
각각의 바이러스 아형은 상이한 병원성 프로파일을 갖는 다양한 균주로 변이되었다. 일부는 특정 아종에 병원성이 있지만, 다른 종에서는 병원성이 없고, 일부는 여러 종에서 병원성을 갖는다.
사람에게 발병되어 확인된 내용을 사망자 순으로 나열하면, 다음과 같다.
- H1N1은 1918년 스페인 독감을일으켰고, 2009년 돼지인플루엔자 유행병을 일으켰다.
- H2N2는 1950년대 말에 아시아 독감을 일으켰다.
- H3N2는 1960년대 말에 홍콩 독감을 일으켰다.
- H5N1은 2000년대 중반까지 인플루엔자 범유행을 일으켰다.
- H7N9는 2013년 중국에서 발병했다.
- H7N7은 인류 감염의 가능성이 크다.
- H1N2는 현재 진행 중이며, 인간과 돼지사이에 감염가능하다.
- 기타 H9N2, H7N2, H7N3, H5N2, H10N7 이 있다.

### H1N1
1918년에는 스페인 독감을 일으켰다.
2009~2010년 유행한 돼지인플루엔자에서 생긴 새로운 형태의 H1N1은 신종인플루엔자A(H1N1형)라고 부르고 있다. 감염되면, 발열(37.8°C이상)이 있고 기침을 하거나 콧물이 나거나 또는 목이 아프거나 하는 호흡기 증상이 주로 발생한다. H1N1 환자의 경우 약 25%의 환자에서 구토 또는 설사 등의 소화기 증상을 동반하는 것으로 나타났다. 대부분의 H1N1 환자의 위중도는 경증이며, 합병증 없이 치유되는 경우가 대부분이다. 그러나 소수의 H1N1 환자에서 중증 폐렴, 호흡부전, 패혈증 및 다발성 장기부전 등으로 사망하는 경우도 있으므로 이 경우 신속한 치료와 항바이러스제 투여가 필요하다.

### H2N2
1956년 초부터 1958년까지 중국에서 시작된 아시아 독감을 일으킨 인플루엔자 바이러스 A형의 아형. 일부 논문은 이것이 기존의 인간 균주와 결합한 야생 오리의 돌연변이에서 비롯된 것이라고 생각한다. 이 바이러스는 구이저우성에서 처음 발견되었다. 1957년 2월 싱가포르로 퍼져 나갔고, 4월에는 홍콩에, 6월에는 미국에 전파되었다. 미국의 사망자 수는 약 69,800명이다. 이 유행성 전염병으로 인한 전세계 사망 추정치는 출처에 따라 크게 다르다. 세계보건기구(WHO)가 약 2백 만명을 지정하면서 백 만명에서 4백 만명사이에 이를 것으로 예측하였다.

## 같이 보기
- 인플루엔자바이러스 B형
- 인플루엔자바이러스 C형
- 인플루엔자바이러스 D형